# メッセージ・ソング
メッセージ・ソングは、1996年12月21日に発売されたピチカート・ファイヴ通算11枚目のシングル。

## 解説
ピチカート・ファイヴは1997年に新レーベルへ移行を発表。本作がTRIADレーベルで最後の作品となった。
小西が最初の妻との離婚後、妻に引き取られた子供に対する心情を描いた歌である。

## みんなのうた
表題曲は1996年12月 - 1997年1月にNHKの音楽番組『みんなのうた』で放送された。尺の都合上、イントロと間奏の一部、アウトロを省略した。
アニメーションは常連の西内としおが制作し、今はそばにいない子供を思う父親と大人になった子供の情景を描いた。
1990年代に放送された楽曲の中で人気が高く、放送から1年後の1997年12月 - 1998年1月に初めて再放送、その後も不定期に何度か再放送に選ばれている。
映像は『みんなのうた』のDVDに、音源は複数のオムニバスCDに収録された。
2022年8月20日にピチカート・ファイヴの野宮真貴がゲスト出演したTOKYO FMのラジオ番組「SUBARU Wonderful Journey 土曜日のエウレカ」で、パーソナリティかつピチカート・ファイヴの大ファンである川島明は「今までの『みんなのうた』で一番好きな曲」と本曲を取り上げ、野宮とのトークを繰り広げた。
みんなのうたで、放送終了時に楽曲情報のテロップがテレビの右上に表示される初めての曲である。

## 収録曲
1. メッセージ・ソング - 詞／曲：小西康陽
2. 銀ちゃんのラブレター - 詞：俵万智　曲：福田和禾子
3. 誰かが誰かに恋してる - 詞／曲：小西康陽
4. メッセージ・ソング (instrumental) - 曲：小西康陽

## 収録アルバム
- ベスト・アルバム『ピチカート・ファイヴJPN〜Big Hits and Jet Lags 1994-1997』（1997年12月10日）
- ベスト・アルバム『シングルス』（2001年6月21日）
- コンピレーション・アルバム『NHKみんなのうた ～ベスト・ヒット40☆心のうた集～』（2008年6月18日）
- コンピレーション・アルバム『NHKみんなのうた50 アニバーサリー・ベスト ～誰かがサズを弾いていた～』（2011年4月27日）
- コンピレーション・アルバム『NHKみんなのうた ベスト40 ～勇気のうた・笑顔のうた～』（2013年5月22日）

## カヴァー
- 堂島孝平 - コンピレーション・アルバム『一緒にうたおう! NHKみんなのうた ～おとなver.』（2008年）収録。
- 玉野力・玉野凛  - コンピレーション・アルバム『一緒にうたおう! NHKみんなのうた ～こどもver.』（2008年）収録。
- 野宮真貴 - セルフカヴァー・アルバム『30 〜Greatest Self Covers & More!!!〜』（2012年）収録。カジヒデキプロデュース。